# Acaci de Constantinoble
Acaci de Constantinoble (grec antic: Ακάκιος; llatí: Acacius) va ser patriarca de Constantinoble l'any 471, com a successor de Gennadi.
Abans dirigia l'asil d'orfes de la ciutat. Es va distingir al Concili de Calcedònia en contra de l'emperador Basilisc (476-478) i del monofisisme i va proclamar la restauració de Zenó (477) però mentre el monofisisme havia guanyat prou força i el 482 es va arribar a una fórmula de compromís anomenada Henoticon. Aquesta i d'altres concessions van provocar l'acusació contra ell de Joan de Talaia patriarca d'Alexandria contra el qual va donar suport al anti-patriarca Pere Monge. El Papa Fèlix III (en alguns llocs esmentat com Fèlix II al no comptabilitzar el discutit papa o antipapa Fèlix II) el va anatematitzar l'any 484. Pere Monge i Acaci van sostenir les doctrines del Concili de Calcedònia i Acaci va donar suport a Pere, però va retenir la seu fins a la seva mort el 488 o 489.